# 中国季刊
『中国季刊』（ちゅうごくきかん、英語: The China Quarterly）は、中国に関する政治、経済、歴史、社会、文化などの分野を対象とする英語の学術雑誌である。1960年に創刊され、現在はケンブリッジ大学出版局によって発行されており、季刊誌として年に4回刊行されている。発行主体はロンドン大学東洋アフリカ研究学院内の英国中国学会（British Association for Chinese Studies）である。
本誌は査読制度を採用しており、国際的に高く評価される中国研究の主要な学術誌の一つとされている。創刊当初は冷戦下における中国研究の一環として位置づけられていたが、その後は政治的中立性と学術的厳密性を重視する方向に移行し、現在では世界中の研究者による投稿を受け入れている。
『中国季刊』はScopusやWeb of Scienceなどの主要な学術データベースに収録されており、インパクトファクターも比較的高く、特に中国政治・社会分野の研究者にとって重要な発表媒体とされている。